# Reinier Cornelis Bakhuizen van den Brink hijo
Reinier Cornelis Bakhuizen van den Brink ( * 11 de septiembre de 1911-1 de mayo de 1987) fue un botánico y explorador neerlandés, que falleció en Leiden.
Era hijo de Reinier Cornelis Bakhuizen van den Brink Sr, botánico del Herbario Buitenzorg, en Java. Ya graduado, viaja a Holanda a estudiar biología y botánica en la Universidad de Utrecht, donde obtiene su doctorado en 1943; y trabajará en el Herbario Nacional de Lieden por muchos años. Entre 1920 y 1925 viaja mayormente por Java, con su padre, recolectando material botánico.
Fallece por un fallo renal en Leiden.
- La abreviatura «Bakh.f.» se emplea para indicar a Reinier Cornelis Bakhuizen van den Brink hijo como autoridad en la descripción y clasificación científica de los vegetales.[2]